# Waleri Pawlowitsch Afanassjew

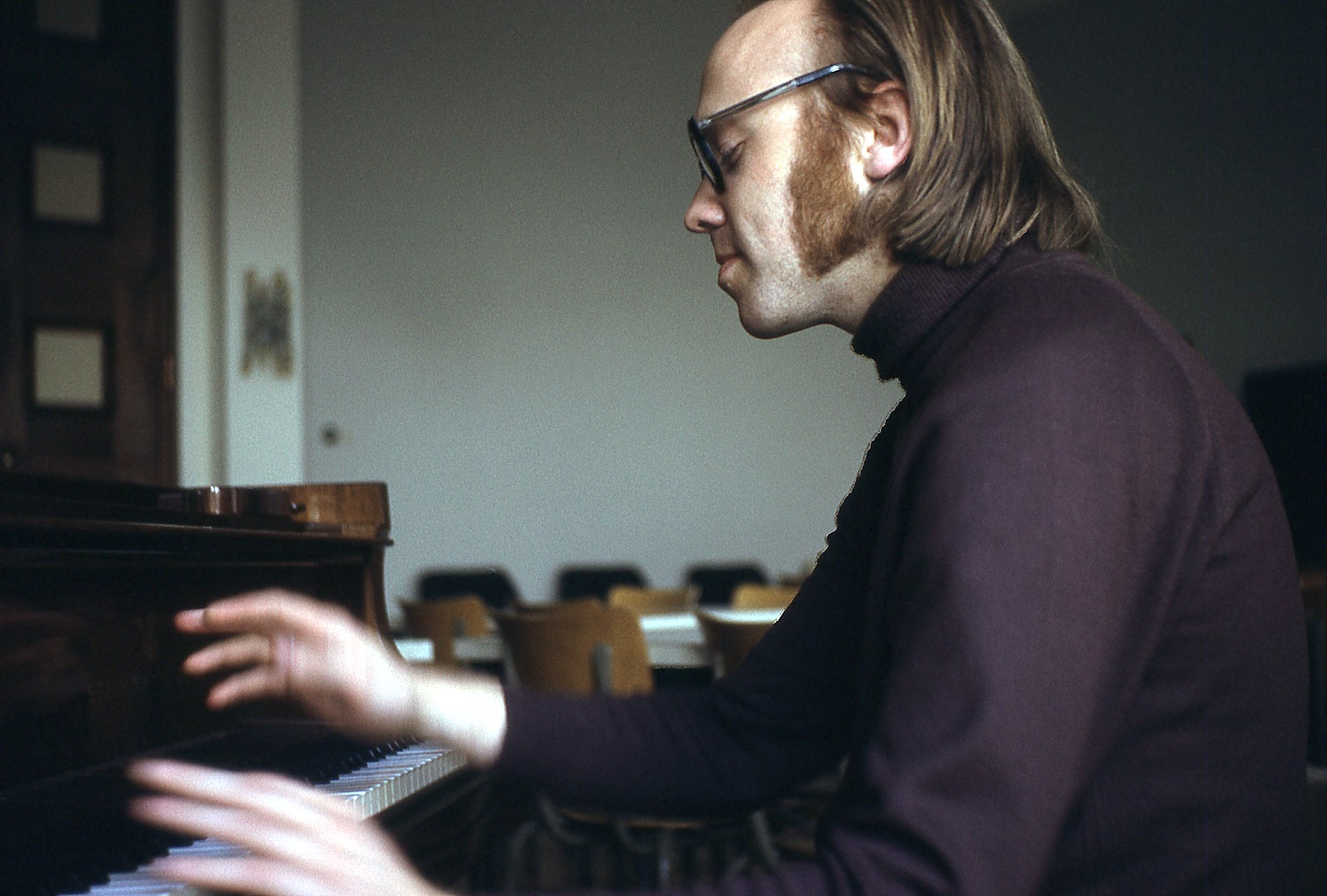
Waleri Afanassjew 1974

Waleri Pawlowitsch Afanassjew (russisch Валерий Павлович Афанасьев; * 8. September 1947 in Moskau) ist ein russischer Pianist.

## Leben
Waleri Afanassjew wurde am Moskauer Konservatorium von Jakow Israilewitsch Sak und Emil Gilels ausgebildet. 1968 war er Erster Preisträger beim Bach-Wettbewerb in Leipzig 1969, drei Jahre später beim Concours Reine Elisabeth 1972 in Brüssel.

1974 verließ Afanassjew die Sowjetunion und ließ sich in Belgien nieder, er lebte in Versailles bei Paris und seit 2016 wieder in Belgien.

Neben seiner musikalischen Tätigkeit ist Afanassjew auch Autor von Romanen.

## Repertoire
Afanassjew machte sich in Deutschland zunächst als Partner von Gidon Kremer in kammermusikalischen Aufführungen einen Namen. Seine Interpretationen von Werken von Franz Schubert, Ludwig van Beethoven und anderen gelten aufgrund des intensiven Ausdruckswillens als ungewohnt und eigenwillig.